# Grado en multimedia
Grado en Multimedia o Ingeniería Multimedia es el título de grado que se encuentra en el espacio intermedio entre el diseño y la informática.

## Objetivos docentes
El objetivo principal de este grado es la formación de los profesionales en el sector de las TIC para así ser capaces de dirigir los nuevos proyectos del ámbito de la multimedia, tanto en el sector del ocio y entretenimiento digital como en el de la gestión de contenidos para su difusión en redes de información.
Este grado tiene una formación transversal, con habilidades técnicas propias de la ingeniería informática y conocimientos teóricos y prácticos sobre comunicación audiovisual. En campos tan diversos como el aprendizaje electrónico y la programación este grado permite desarrollar y dirigir proyectos multimedia tales como los videojuegos, animación 3D, la robótica, la comunicación audiovisual (relacionada con el cine, la radio y la televisión), producción discográfica,producción audiovisual,algunas clasificaciones dentro del diseño gráfico tales como el diseño web y Diseño multimedia,publicitario, etc.
Proporciona una formación de calidad basada en el «aprendizaje sobre la base de proyectos». Esta formación estaría enfocada a proporcionar a los/las alumnos/as habilidades para la construcción de sistemas digitales para la gestión de la información multimedia, proporcionar soporte técnico a proyectos multimedia del ámbito de la cultura, las telecomunicaciones, la enseñanza o la empresa y crear y dar soporte a los elementos técnicos involucrados en la creación de imagen y sonido relacionada con el ocio digital.
El Grado en Multimedia se sitúa en un espacio intermedio entre los estudios de carácter únicamente técnico, los de carácter artístico y los de gestión. Estos estudios tienen como finalidad el facilitar conocimientos y habilidades:
- En las tecnologías, los instrumentos y las metodologías del diseño y de la producción multimedia.
- En el medio artístico; en especial: la comunicación gráfica, la audiovisual, la publicitaria y otros sectores que requieran el desarrollo del sentido de la estética.
- En las técnicas de Sistema de gestión, planificación, guionización y los aspectos económicos relacionados con la producción o asesoramiento multimedia.
- Se integran en dichos espacios de conocimiento el audiovisual, la infografía, la gestión y creación documental, la informática (sistemas de red, audio, vídeo digital, fotografía, tratamiento de imagen digital, ofimático y otros)
- Programación en casi todos los lenguajes actuales.
- Conocimientos de tv digital.
- Tiene todos los conocimientos de un informático de gestión, además de dominar de diseño.
- Altos conocimientos en todas las vertientes informáticas

Y están orientados a:
- Desarrollar capacidades de aprendizaje permanente con el objetivo de asimilar el carácter evolutivo de este tipo de nuevas tecnologías.
- Adquirir una cultura multimedia general.
- Programación y gestión de proyectos.
- Conocimientos de BI.[aclaración requerida]
- Dar a conocer a la sociedad las implicaciones éticas y de servicio que este ejercicio supone profesional.

## Competencias generales
- Capacidad para concebir, redactar, organizar, planificar, desarrollar y firmar proyectos en el ámbito de la multimedia y la concepción, el desarrollo o la explotación de sistemas, servicios y aplicaciones multimedia.
- Capacidad para dirigir las actividades objeto de los proyectos del ámbito de la ingeniería multimedia.
- Capacidad para diseñar, desarrollar, evaluar y asegurar la accesibilidad, ergonomía, usabilidad y seguridad de los sistemas, servicios y aplicaciones multimedia, así como de la información que gestionan.
- Capacidad para definir, evaluar y seleccionar plataformas hardware y software para el desarrollo y la ejecución de sistemas, servicios y aplicaciones multimedia.
- Capacidad para concebir, desarrollar y mantener sistemas, servicios y aplicaciones multimedia empleando los métodos de la ingeniería del software como instrumento para el aseguramiento de su calidad.
- Capacidad para concebir y desarrollar sistemas o arquitecturas informáticas centralizadas o distribuidas integrando hardware, software y redes.
- Capacidad para conocer la legislación específica nacional e internacional sobre la publicación de contenidos multimedia: derechos de autor, propiedad intelectual y distribución de material audiovisual y manejar especificaciones, reglamentos y normas de obligado cumplimiento.
- Conocimiento de las materias básicas y tecnologías, que capaciten para el aprendizaje y desarrollo de nuevos métodos y tecnologías, así como las que les doten de una gran versatilidad para adaptarse a nuevas situaciones.
- Capacidad para resolver problemas con iniciativa, toma de decisiones, autonomía y creatividad. Capacidad para saber comunicar y transmitir los conocimientos, habilidades y destrezas de la profesión de Ingeniero/a Multimedia.
- Capacidad para analizar y valorar el impacto social y medioambiental de las soluciones técnicas, comprendiendo la responsabilidad ética y profesional de la actividad del Ingeniero/a Multimedia.
- Conocimiento y aplicación de elementos básicos de economía y de gestión de recursos humanos, organización y planificación de proyectos, así como la legislación, regulación y normalización en el ámbito de los proyectos multimedia.
- Capacidad de trabajar en un grupo multidisciplinar y en un entorno multilingüe y de comunicar, tanto por escrito como de forma oral, conocimientos, procedimientos, resultados e ideas relacionadas con las Tecnologías de la Información y de las Comunicaciones y, más concretamente, con los aspectos multimedia de dichas tecnologías.
- Capacidad de adoptar el método científico en el planteamiento y realización de trabajos diversos tanto a nivel académico como profesional.
- Capacidad de manejar cualquier fuente de información relacionada con la titulación, incluyendo bibliografía y materiales en línea en forma de texto, imagen, sonido o vídeo.

## Perfiles profesionales
El graduado multimedia sería el profesional capaz de dirigir proyectos de desarrollo de productos multimedia dirigidos principalmente a dos sectores:
El sector del ocio digital: El sector del ocio digital vendría a ser definido por aquel tejido productivo creado en torno a la producción de videojuegos y todas sus derivaciones tales como los denominados serious games («videojuegos serios») o las dedicadas al entrenamiento o formación.
Además, el sector del ocio digital también comprendería la industria de producción de imagen sintética dedicada al cine, efectos especiales o televisión.
El graduado multimedia dominaría las habilidades necesarias para analizar y especificar las necesidades de los profesionales creativos de estos sectores y convertirlas en productos y sistemas multimedia.
El sector de la producción y difusión de contenidos digitales enriquecidos: El ingeniero/a multimedia estaría capacitado para desarrollar productos relacionados con la creación, gestión y difusión de contenidos digitales de carácter enriquecido mediante las redes de telecomunicaciones. Así, el ingeniero/a multimedia tendría competencias en la creación de sistemas de gestión de contenidos para las bibliotecas digitales, la prensa digital y, en general, las nuevas formas de difusión de información sin olvidar las relacionadas con la formación a distancia utilizando las nuevas tecnologías.